# Strange Cargo
Strange Cargo (bra: Almas Rebeldes; prt: Os Fugitivos da Guiana) é um filme estadunidense de 1940, dos gêneros aventura e drama romântico, dirigido por Frank Borzage, e estrelado por Clark Gable e Joan Crawford. O roteiro de Lawrence Hazard foi baseado no romance "Not Too Narrow, Not Too Deep" (1936), de Richard Sale.
A trama retrata a história de um grupo de prisioneiros fugitivos de uma colônia penal guianense. Este foi o oitavo e último filme que Crawford e Gable coestrelaram juntos, e a primeira produção de Gable lançada depois de "Gone with the Wind", que fez um sucesso estrondoso.

## Sinopse
André Verne (Clark Gable) quer escapar de uma colônia penal localizada na Ilha do Diabo, na Guiana Francesa. Ele tenta envolver Julie (Joan Crawford), uma artista cínica e prostituta cansada do mundo, em seus planos, mas ela o entrega às autoridades. Em sua próxima tentativa, Verne consegue fugir com outros seis condenados e acaba encontrando Julie novamente no caminho. O grupo, na esperança de chegar ao continente, começa uma viagem pela selva até conseguir encontrar um barco para finalmente chegar ao seu destino.

## Elenco
- Clark Gable como André Verne
- Joan Crawford como Julie
- Ian Hunter como Cambreau
- Peter Lorre como Sr. Pig
- Paul Lukas como Hessler
- Albert Dekker como Moll
- J. Edward Bromberg como Flaubert
- Eduardo Ciannelli como Telez
- John Arledge como Dufond
- Frederic Worlock como Grideau
- Bernard Nedell como Marfeu
- Victor Varconi como Pescador
- Paul Fix como Benet

## Recepção
A revista Film Daily disse: "Este aqui é um melodrama bom, cru e austero que mantém o suspense desde o início. Frank Borzage deu atenção especializada na direção ... Clark Gable se encaixa em seu papel admiravelmente ... A atuação é de alto nível, com Joan Crawford dando seu melhor desempenho até o momento".
A revista Variety escreveu: "Embora a produção tenha suas muitas deficiências, a caracterização de Crawford dará aos executivos do estúdio uma ideia de como escalar adequadamente seus talentos para o futuro ... A direção de Frank Borzage falha em acertar os golpes dramáticos ... Ele não definiu claramente o ângulo da redenção espiritual, o que também aumenta a confusão do público. O roteiro não ajuda Borzage a sair de sua situação difícil".
Leonard Maltin descreve o filme como uma "filme alegórico e intrigante ... Não para todos os gostos, mas há performances excelentes e realistas, e [uma] trilha sonora saborosa de Franz Waxman".
Questões de censura atormentaram o filme desde o início, não apenas em termos de sexo e violência, mas por causa dos elementos místicos presentes. A Legião Nacional da Decência o classificou como "condenado" por apresentar "um conceito naturalista de religião que é contrário aos ensinamentos de Cristo, uso irreverente das Escrituras e complicações lascivas". A produção foi proibida em alguns lugares, o que teve um efeito adverso nas bilheterias.
Margarita Landazuri, da Turner Classic Movies, descreve-o como "um filme assombroso e incomum, controverso em sua época, e considerado por muitos críticos como a melhor expressão dos temas metafísicos na obra do diretor Frank Borzage".
Uma biografia do produtor Joseph L. Mankiewicz o cita como tendo dito: "Foi quase um bom filme. Eu gostaria que pudesse ter sido feito mais tarde. Foi difícil fazer qualquer tipo de filme que abordasse a realidade de alguma forma".

### Bilheteria
De acordo com os registros da Metro-Goldwyn-Mayer, o filme arrecadou US$ 1.311.000 nacionalmente e US$ 603.000 no exterior, totalizando US$ 1.924.000 mundialmente. O retorno lucrativo da produção foi de US$ 21.000.